# Henry D. Flood

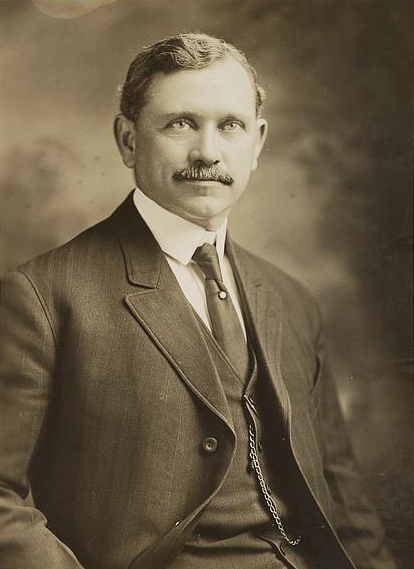
Henry D. Flood, 1914

Henry De La Warr Flood (* 2. September 1865 im Appomattox County, Virginia; † 8. Dezember 1921 in Washington, D.C.) war ein US-amerikanischer Politiker. Zwischen 1901 und 1921 vertrat er den Bundesstaat Virginia im US-Repräsentantenhaus.

## Leben
Henry Flood war der ältere Bruder des Kongressabgeordneten Joel West Flood (1894–1964) sowie der Onkel von US-Senator und Gouverneur Harry F. Byrd (1887–1966) und dessen Bruders, des Polarforschers Richard Evelyn Byrd (1888–1957). Er besuchte die öffentlichen Schulen seiner Heimat und studierte danach an der Washington and Lee University in Lexington sowie an der University of Virginia in Charlottesville. Nach einem Jurastudium und seiner 1886 erfolgten Zulassung als Rechtsanwalt begann er in Appomattox in diesem Beruf zu arbeiten. Gleichzeitig schlug er als Mitglied der Demokratischen Partei eine politische Laufbahn ein. Von 1887 bis 1891 saß er im Abgeordnetenhaus von Virginia; zwischen 1891 und 1903 gehörte er dem Staatssenat an. In den Jahren 1891, 1895 und 1899 fungierte er als Bezirksstaatsanwalt im Appomattox County. 1896 kandidierte er noch erfolglos für den Kongress.
Bei den Kongresswahlen des Jahres 1900 wurde Flood im zehnten Wahlbezirk von Virginia in das US-Repräsentantenhaus in Washington gewählt, wo er am 4. März 1901 die Nachfolge von Julian M. Quarles antrat. Nach zehn Wiederwahlen konnte er bis zu seinem Tod am 8. Dezember 1921 im Kongress verbleiben. Von 1911 bis 1919 war er Vorsitzender des Auswärtigen Ausschusses. Zwischen 1911 und 1913 leitete er auch den Ausschuss zur Verwaltung der amerikanischen Territorialgebiete. Während seiner Zeit im Kongress wurden der 16., der 17., der 18. und der 19. Verfassungszusatz ratifiziert. Im Jahr 1917 traten die Vereinigten Staaten in den Ersten Weltkrieg ein. Henry Flood verfasste den Text der amerikanischen Kriegserklärung an Deutschland und Österreich-Ungarn. Er starb am 8. Dezember 1921 in der Bundeshauptstadt Washington und wurde in Appomattox beigesetzt. Ihm zu Ehren ist die Flood Range benannt, ein Gebirgszug in der Antarktis.